# テムル・クトルク
テムル・クトルク・ハン（تيمور قتلق خان tīmūr qutluq khān、? - 1399年）は、バトゥ家断絶後のジョチ・ウルスのハン。ジョチ家トカ・テムル系出身のテムル・ベク・ハンの子。トクタミシュ・ハンがティムールに敗れた後にマングト部のエディゲによって推戴された。アストラハン・ハン国の初代君主となったカースィム・ハンの遠祖にあたり、アストラハン王家の始祖とされることもある。

## 概要
テムル・クトルクはジョチの十三男トカ・テムルの末裔で、トカ・テムルの孫のノムカンを始祖とする「ノムカン家」の出身であった。ジョチ・ウルスの有力部族長たるクトゥルキヤは自らの娘をノムカン家のテムル・ベク・ハンに嫁がせており、両者の間に生まれたのがテムル・クトルクであった。クトゥルキヤの息子がノガイ・オルダの始祖として著名なエディゲで、テムル・クトルクはエディゲの甥にあたる。
14世紀後半、ジョチ・ウルスでは西方のバトゥ家と東方のオルダ家が相継いで断絶し長い内乱状態にあったが、1470年代に東方のオルダ・ウルスではトカ・テムル家出身のオロス・ハンが台頭しオルダ・ウルスを統一した。テムル・クトルクの父のテムル・ベクはオロス・ハン配下の有力王族の一人で、ティムールとの戦いにも活躍した勇将であったが、オロス・ハンはティムールの支援を受けたトクタミシュに敗れた。オロスの死後、その息子のトクタキヤの短い即位を経て遠縁のテムル・ベクが地位を継承したが、自堕落な面のあるテムル・ベクは人心を失い、トクタミシュによって打倒されてしまった。
トクタミシュによって父のテムル・ベクが殺された後、テムル・クトルクは叔父に当たるエディゲとともにティムールの下に亡命した。一方、トクタミシュはオルダ・ウルスに続けて西方のバトゥ・ウルスをも平定しジョチ・ウルスの再統一を成し遂げたが、今まで支援を受けてきたティムールを裏切り、そのティムールに大敗を蒙ったことで没落した。トクタミシュの没落後、エディゲはテムル・クトルクとともにキプチャク草原に戻り、テムル・クトルクをトクタミシュの後継者のハンとして擁立した。しかし、政治の実権はエディゲに握られ、テムル・クトルクは名目上の君主に過ぎなかったといわれる。
しかし、テムル・クトルクの即位後もトクタミシュは西方のリトアニア大公国に亡命して再起を図っており、1399年にはリトアニア大公ヴィータウタスとともにジョチ・ウルスに侵攻した。これに対し、テムル・クトルクは自ら軍を率いてヴォルスクラ川の戦いでリトアニア軍を破り、トクタミシュの再興を阻んだが、その後トクタミシュの遺児との戦いの中で亡くなった。テムル・クトルクの死後もエディゲはテムル・クトルクの親族を次々と擁立し、事実上のジョチ・ウルス最高権力者としての地位を保った。
テムル・クトルクの孫がクチュク・ムハンマド（小ムハンマド）で、更にその孫カースィム・ハンが一般的にアストラハン・ハン国の初代当主とされる。しかし、1688年にモスクワで編纂された『ビロードの書』という系譜史料では「テミル・クトルイ・ツァーリ（Temir Kutlui Tsar'）」つまりテムル・クトルク・ハンがアストラハンの初代君主（Tsar'）とされている。赤坂恒明はそもそも「アストラハン・ハン国」という概念自体が近代ロシア人史家によって再構成されたものであり、同時代的な認識としてはテムル・クトルクこそがアストラハンの王統の始祖と考えられていたのだろうと指摘している。

## トカ・テムル系ノムカン王家
- ジョチ(Jöči ＞朮赤/zhúchì,جوچى خان/jūchī khān)
  - トカ・テムル(Toqa temür ＞توقا تیمور/tūqā tīmūr)
    - キン・テムル(Kin temür ＞کين تيمور/kīn tīmūr)
      - アバイ(Abai ＞اباي/abāy)
        - ノムカン(Nomuqan ＞نومقان/nūmuqān)
          - クトルク・テムル(Qutluq temür ＞قتلق تيمور/qutluq tīmūr)
            - テムル・ベク・ハン(Temür beg qan ＞تيمور بيک خان/tīmūr bīk khān)
              - テムル・クトルク・ハン(Temür qutluq qan ＞تيمور قتلق خان/tīmūr qutluq khān)
                - ボラト・ハン(Bolad qan ＞بولاد/būlād)
                - テムル・ハン(Temür qan ＞تيمور خان/tīmūr khān)
                  - クチュク・ムハンマド(Küčük muḥammad qan ＞کوچوک محمد/kūchūk muḥammad)
                    - マフムード・ハン(Maḥmūd qan ＞محمود خان/maḥmūd khān)⇒アストラハン・ハン国
                    - アフマド・ハン(Aḥmad qan ＞احمد خان/aḥmad khān)⇒大オルダ

            - クトル・ベク(Qutlu beg ＞قوتلو بيک/qūtlū bīk)
              - シャディ・ベク・ハン(Šadi beg qan ＞شادی بيک خان/shādī bīk khān)